# Cystobia stichopi
Cystobia stichopi is een soort in de taxonomische indeling van de Myzozoa, een stam van microscopische parasitaire dieren. Het organisme komt uit het geslacht Cystobia en behoort tot de familie Urosporidae. Cystobia stichopi werd in 1967 ontdekt door Lutzen.